# Sugar (System-of-a-Down-Lied)
Sugar ist die Debüt-Single der US-amerikanischen Band System of a Down. Der Song wurde als Single und EP aus dem gleichnamigen Debütalbum der Gruppe, System of a Down von 1998, ausgekoppelt.
Sugar ist auch auf dem ersten offiziellen Demotape der Gruppe zu finden. Der Song wird auf dem größten Teil ihrer Konzerte als Schlusssong gespielt.

## Inhalt
Der Song hat einen weitgehend undurchschaubaren Text, es kann sich dabei um Drogen handeln, die Krankheit Aids oder Missbrauch, Gewalt, Medien und die Regierung.

## Musikvideo
Das Video unter der Regie von Nathan Cox beginnt mit einer Szene aus dem Film Network mit den Worten eines Nachrichtensprechers.
Danach wird die Band auf der Bühne mit einer amerikanischen Flagge im Hintergrund gezeigt. Unterbrochen wird die Szene von Bildern, die Gewalt, Opfer des Holocaustes, eine Explosion aus den Upshot-Knothole-Atombombentestes und den Film Metropolis zeigen.

## Auszeichnungen für Musikverkäufe
| Land/Region                  | Auszeichnungen für Musikverkäufe (Land/Region, Auszeichnung, Verkäufe) | Verkäufe  |
| ---------------------------- | ---------------------------------------------------------------------- | --------- |
| Vereinigte Staaten (RIAA)    | Platin                                                                 | 1.000.000 |
| Vereinigtes Königreich (BPI) | Silber                                                                 | 200.000   |
| Insgesamt                    | 1× Silber · 1× Platin ·                                                | 1.200.000 |